# Nkanchi
Nkanchi est une localité du Cameroun située dans le département du Donga-Mantung et la Région du Nord-Ouest, à proximité de la frontière avec le Nigeria. Elle fait partie de la commune de Misaje. C'est aussi le siège d'une chefferie traditionnelle de 2e degré.

## Population
En 1970 la localité comptait 2 569 habitants, principalement du clan Misaje.
Lors du recensement de 2005, 1 909 personnes y étaient dénombrées.
On y parle notamment le ncane, une langue béboïde de l'Est.